# Hans-Dieter Tippenhauer
Hans-Dieter Tippenhauer (né le 16 octobre 1943 à Merunen (aujourd'hui Mieruniszki) à l'époque en Allemagne et aujourd'hui en Pologne et mort en avril 2021 à Hambourg,) est un entraîneur de football allemand.

## Palmarès
| Fortuna Düsseldorf - Coupe d'Allemagne (1) : - Vainqueur : 1978-79. - Coupe d'Europe des vainqueurs de coupe : - Finaliste : 1978-79. |  | Arminia Bielefeld - Championnat d'Allemagne D2 (1) : - Champion : 1979-80. |